# UCI Asia Tour 2025
Die UCI Asia Tour 2025 ist die 21. Austragung einer Serie von Straßenradrennen auf dem asiatischen Kontinent, die zwischen dem 24. Januar 2025 und dem 14. Oktober 2025 stattfinden soll. Die UCI Asia Tour ist Teil der UCI Continental Circuits und liegt von ihrer Wertigkeit unterhalb der UCI ProSeries und der UCI WorldTour.
Geplant sind 3 Eintagesrennen und 18 Etappenrennen, die in die UCI-Kategorien eingeteilt wurden.

## Rennen
| Datum                        | Land | Rennen                                                    | Klasse | Sieger              | Team                               |
| ---------------------------- | ---- | --------------------------------------------------------- | ------ | ------------------- | ---------------------------------- |
| 24. – 28. Januar 2025        | UAE  | Tour of Sharjah                                           | 2.2    | Josh Kench          | Li Ning Star                       |
| 28. Januar – 1. Februar 2025 | KSA  | AlUla Tour                                                | 2.1    | Thomas Pidock       | Q36.5 Pro Cycling Team             |
| 7. Februar 2025              | OMA  | Muscat Classic                                            | 1.1    | Rick Pluimers       | Tudor Pro Cycling Team             |
| 16. – 20. März 2025          | TWN  | Tour de Taiwan                                            | 2.1    | Brady Gilmore       | Israel Premier Tech Academy        |
| 24. – 29. März 2025          | THA  | The Princess Maha Chakri Sirindhorns Cup Tour of Thailand | 2.1    | Alexander Salby     | Li Ning Star                       |
| 28. – 30. April 2025         | UZB  | Tour of Bostonliq                                         | 1.2    | Josh Kench          | Li Ning Star                       |
| 8. – 11. Mai 2025            | JPN  | Tour de Kumano                                            | 2.2    | Mark Stewart        | Solution Tech-Vini Fantini         |
| 18. – 25. Mai 2025           | JPN  | Tour of Japan                                             | 2.2    | Alessandro Fancellu | JCL Team Ukyo                      |
| 27. – 31. Mai 2025           | IRN  | Tour of Iran                                              | 2.1    | Saeid Safarzadeh    | Tianyoude Hotel Cycling Team       |
| 4. – 8. Juni 2025            | KOR  | Tour de Gyeongnam                                         | 2.1    | Dylan Hopkins       | Roojai Insurance                   |
| 14. – 15. Juni 2025          | CHN  | Yellow River Estuary (Dongying) Road Cycling Race         | 2.2    | Cristian David Pita | Huansheng-Vonoa-Taishan Sport Team |
| 13. Juli 2025                | JPN  | The Road Race Tokyo Tama                                  | 1.2    | Lorenzo Quartucci   | Solution Tech-Vini Fantini         |
| 28. – 31. Juli 2025          | INA  | Tour de Banyuwangi Ijen                                   | 2.2    | Benjamín Prades     | VC Fukuoka                         |
| 21. – 25. August 2025        | CHN  | Trans-Himalaya Cycling Race                               | 2.1    |                     |                                    |
| 6. September 2025            | OMN  | Dhofar Classic                                            | 1.2    |                     |                                    |
| 7. – 9. September 2025       | OMN  | Tour of Salalah                                           | 2.2    |                     |                                    |
| 8. – 9. September 2025       | CHN  | Tour of Binzhou                                           | 2.1    |                     |                                    |
| 13. – 15. September 2025     | CHN  | Tour of Shanghai                                          | 2.2    |                     |                                    |
| 19. – 21. September 2025     | CHN  | Tour of Huangshan                                         | 2.1    |                     |                                    |
| 19. – 30. September 2025     | CHN  | Tour of Poyang Lake                                       | 2.2    |                     |                                    |
| 5. Oktober 2025              | JPN  | Oita Urban Classic Road Race                              | 1.2    |                     |                                    |
| 11. – 13. Oktober 2025       | JPN  | Tour de Kyushu                                            | 2.1    |                     |                                    |
| 12. – 14. Oktober 2025       | CHN  | Tour of Mentougou International Road Cycling Race         | 2.2    |                     |                                    |